# 津守神社
津守神社（つもりじんじゃ）は、大阪市西成区津守にある神社。旧社格は村社。

## 祭神
- 主祭神 - 天照皇大神、住吉大神、大歳大神、稲荷大神、綿津見大神、蛭児大神

## 歴史
現在の大阪市西成区津守の一帯は江戸時代に「津守新田」として開墾された歴史があるが、当社は津守新田の開発の際に勧請されて五社神社として創建された。他にも五所神社・五社大明神・稲荷神社などと称されていた。
明和6年（1769年）に社地を現在地に移している。
1871年（明治4年）に津守神社に改称し、1872年（明治5年）に村社に列せられ、1907年（明治40年）6月には神饌幣帛料供進社に指定されている。
同一区内に練習場を置くセレッソ大阪の必勝祈願を南津守さくら公園で執り行っている。

## 境内
- 本殿
- 幣殿
- 拝殿
- 社務所

### 摂末社

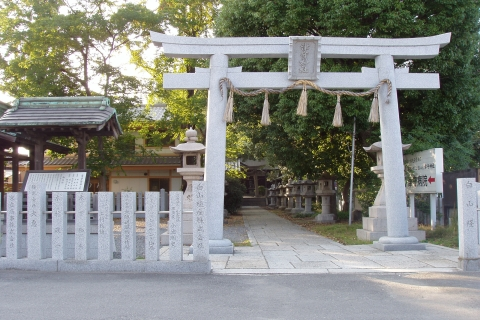
境内

- 秋葉神社[2]
- 金刀比羅宮
- 白龍社
- 稲荷神社
- 産土社
- 祖霊社

- 境内

## 所在地
- 大阪府大阪市西成区津守3丁目4

## アクセス
- 南海電鉄汐見橋線 津守駅より徒歩約13分
- 南海電鉄汐見橋線 西天下茶屋駅より徒歩約13分
- 大阪シティバス 津守神社前バス停。